# 電動步道
電動步道，又稱為自動行人道或行人輸送帶，為一種以運輸帶方式來運輸乘客運送行人的運輸工具，類似電扶梯，不過是以水平或稍微傾斜的方式移動。它的主要功能是減少用家的步行時間。相比電扶梯，電動步道的寬度及速度上限較高，但不一定能把使用者送往其他樓層。

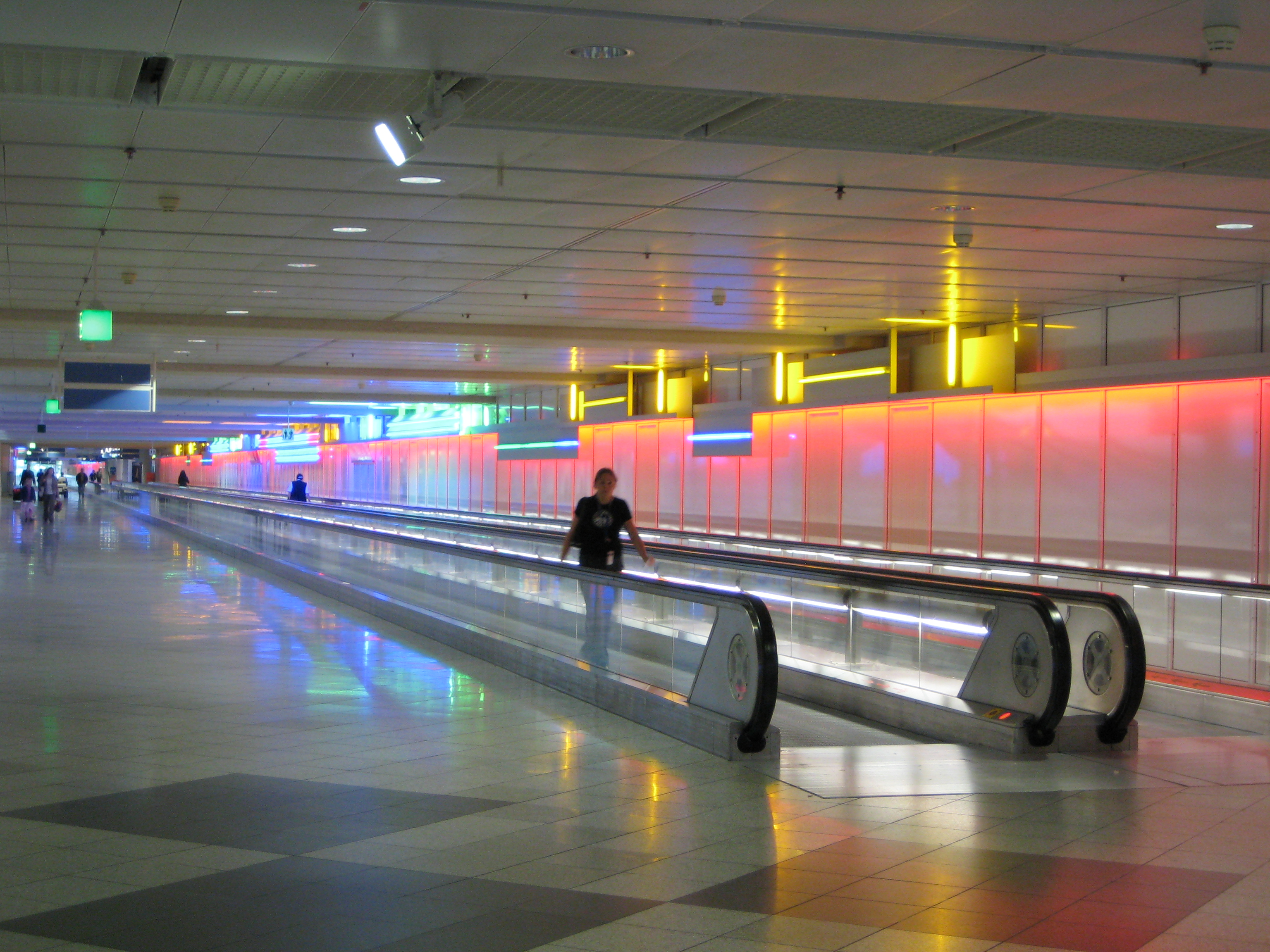
慕尼黑國際機場內的自动人行道。

早在100年前左右，就已經在西方國家的城市中出現，至今已經發展出不同的型號，目前為止絕大部分用於機場航廈、過境口岸以及使用手推車的超市、購物中心，其設計可讓手推車的車輪與步道咬合而固定，避免手推車於上下坡時滑動。另外也用於地鐵站轉乘通道。也有的用於滑雪場，滑雪者通過步道，由坡下到達坡上的始滑處。

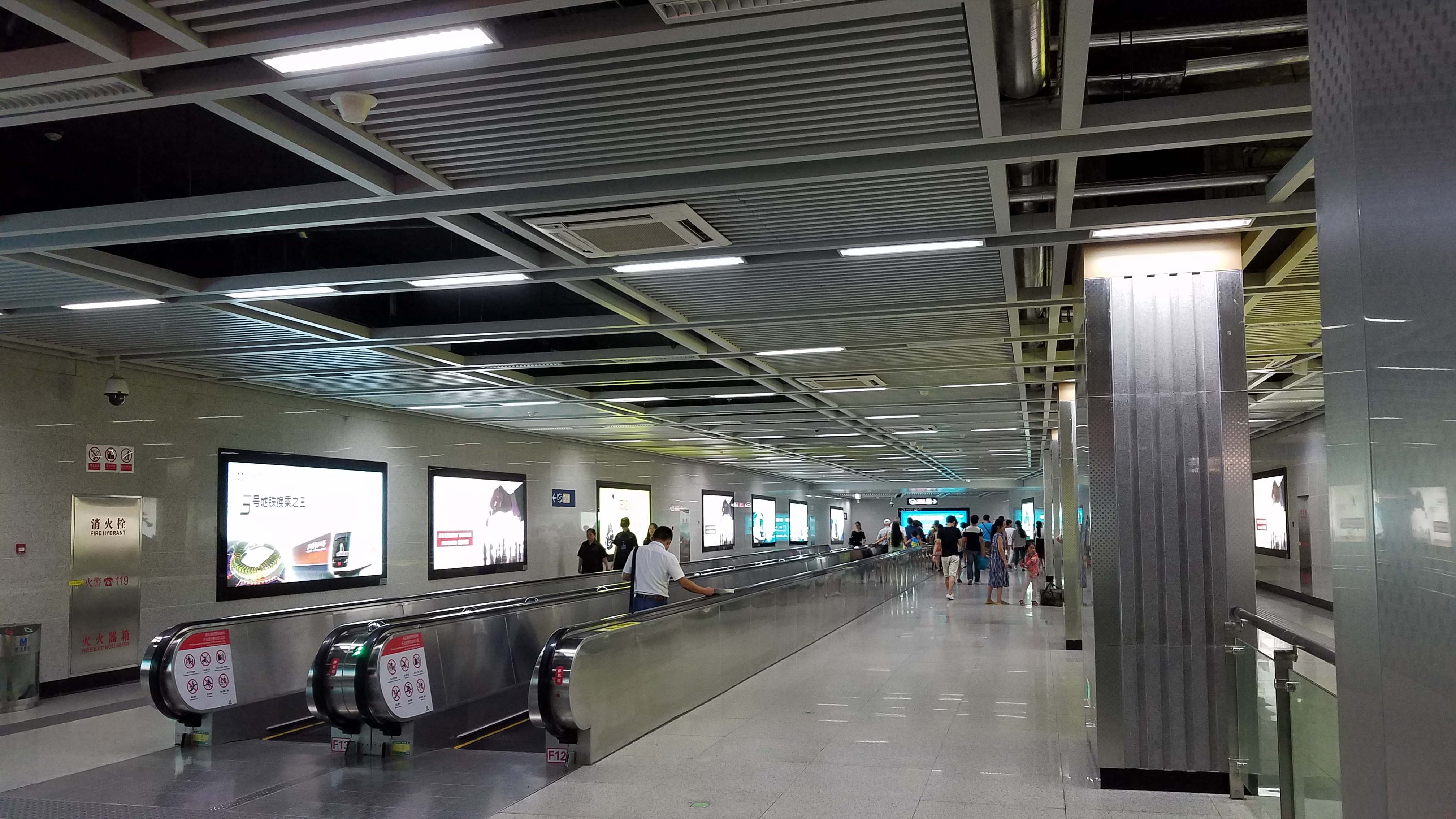
武汉地铁范湖站换乘通道內配备的电动步道。

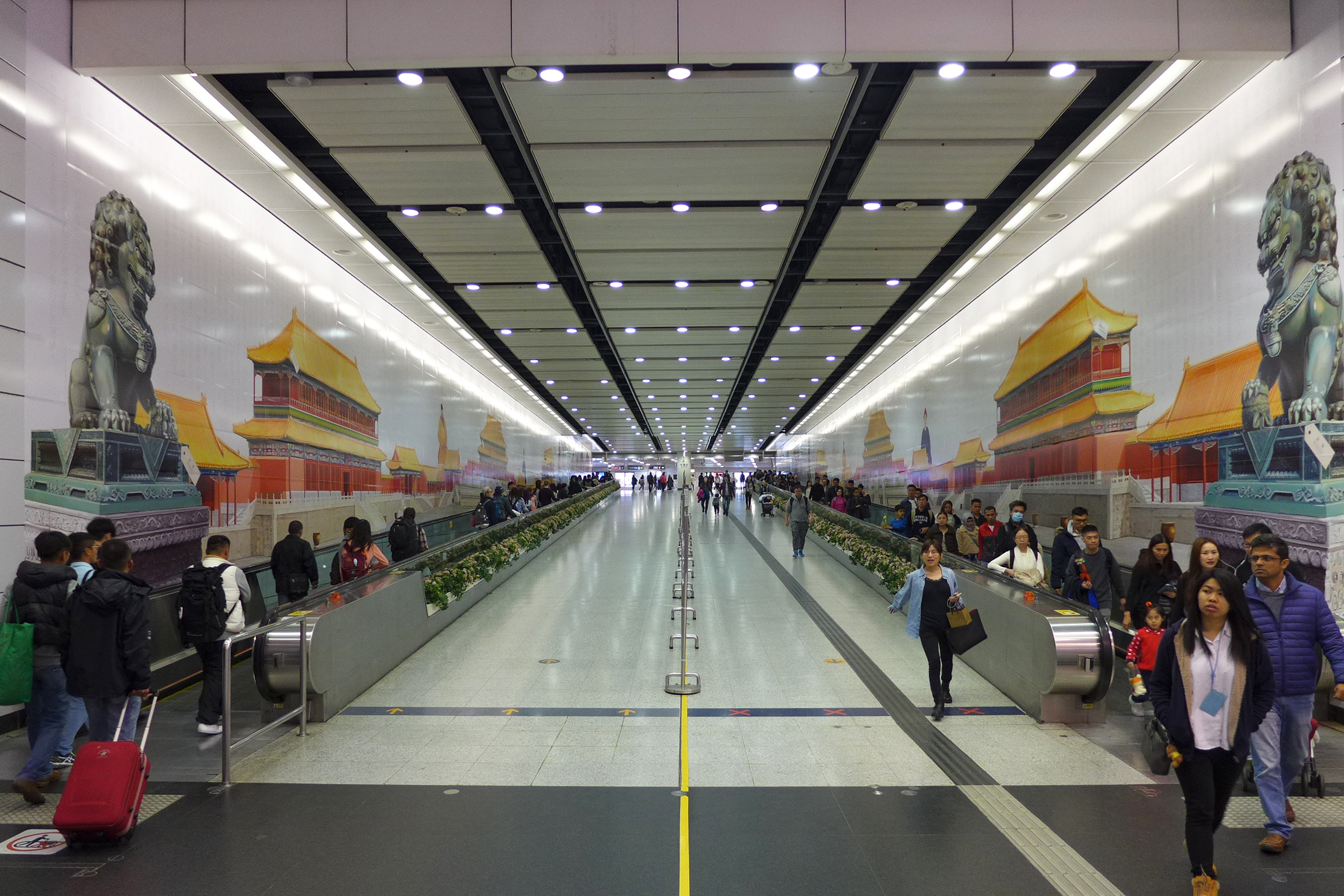
連接香港站與中環站之間的轉乘通道設有多組電動步道

## 应用

### 滑雪场

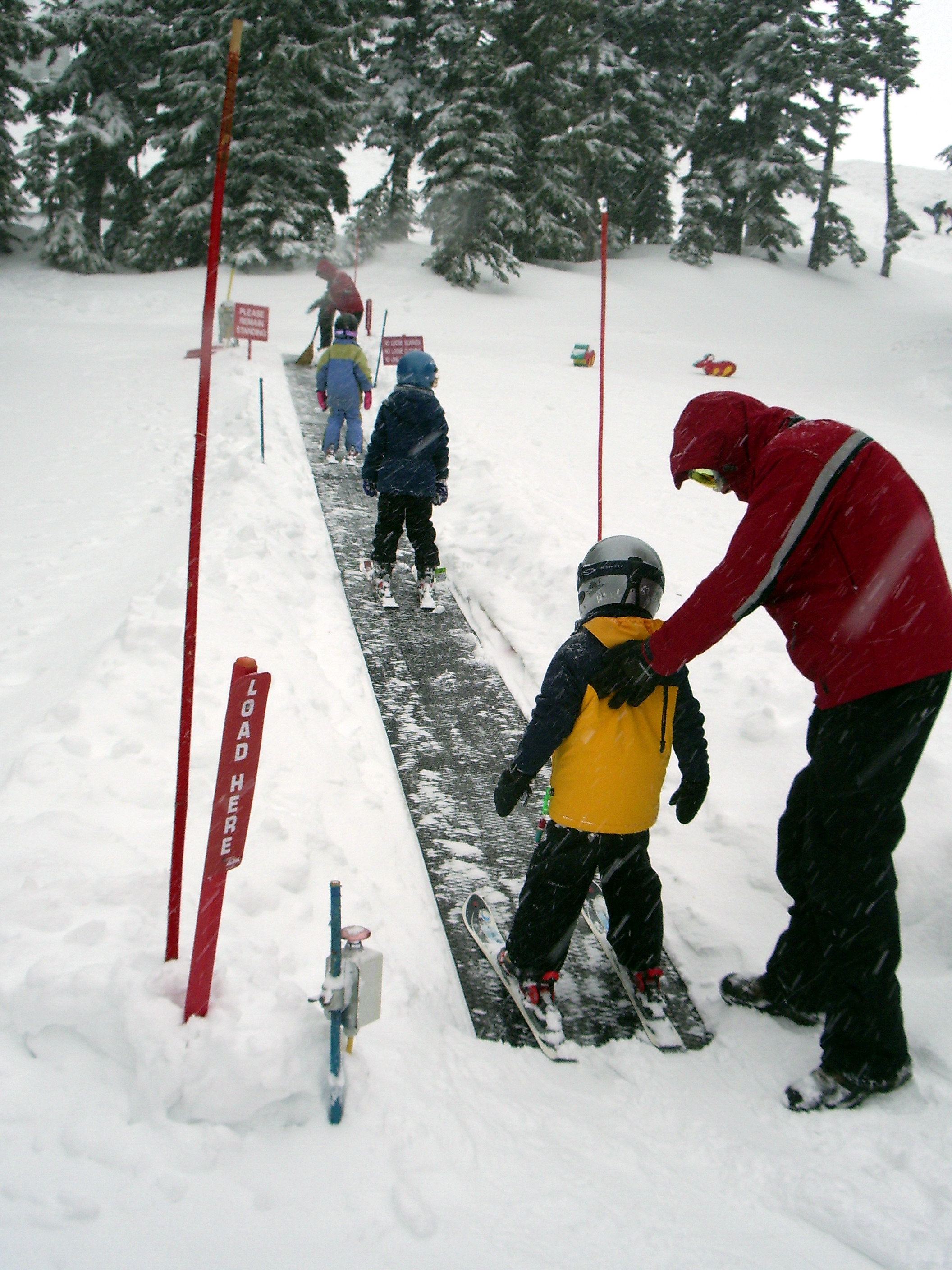
數名小孩正在使用魔毯

雪场电梯又称魔毯，是設於綠色雪道傍的運輸帶，供初學者使用。